# Стальное горло
«Стальное горло» — рассказ Михаила Булгакова, входящий в цикл рассказов «Записки юного врача». Рассказ экранизирован в фильме «Морфий», а также в телесериале «Записки юного врача».

## Сюжет
Врач делает трахеостомию маленькой девочке Лиде, больной дифтеритом. В рассказе отражены малограмотность и суеверность деревенских людей того времени, долго не разрешавших делать операцию девочке. После успешной операции и выздоровления девочки Лиды по деревням пошли слухи о том, что молодой доктор вместо настоящего горла вставил ей стальное.